# Liste der Moselbrücken
Die Liste der Moselbrücken zählt die Brücken über den schiffbaren Teil der Mosel zwischen der Mündung in den Rhein in Koblenz und der französischen Stadt Neuves-Maisons im Arrondissement Nancy auf.

## Moselbrücken von Koblenz bis Metz
| Nr. | Ort                                | Name                                                                                              | Baujahr             | Nutzung                          | Verkehrsweg                                            | Mosel-km | Länge (m) | Meter über HSW | Bild                                          |
| --- | ---------------------------------- | ------------------------------------------------------------------------------------------------- | ------------------- | -------------------------------- | ------------------------------------------------------ | -------- | --------- | -------------- | --------------------------------------------- |
| —   | Koblenz                            | Römische Pfahlbrücke (zerstört im 5. Jh.)                                                         | 3. Jh.              | Fußweg                           | Römische Rheintalstraße                                | 0,99     | ?         | —              |                                               |
| 01  | Koblenz                            | Balduinbrücke                                                                                     | 1429                | Straße                           | —                                                      | 1,04     | 325,00    | 6,14           |                                               |
| 02  | Koblenz                            | Moseleisenbahnbrücke                                                                              | 1858                | Eisenbahn                        | Linke Rheinstrecke                                     | 1,25     | 270,00    | 3,02–5,16      |                                               |
| 03  | Koblenz                            | Europabrücke                                                                                      | 1934                | Straße                           | B9                                                     | 1,40     | 400,00    | 9,00           |                                               |
| 04  | Koblenz                            | Staustufe Koblenz                                                                                 | 1951                | Fußweg                           |                                                        | 1,94     | ?         | 8,34           |                                               |
| 05  | Koblenz                            | Kurt-Schumacher-Brücke                                                                            | 1990                | Straße                           | K 6 ↔                                                  | 3,95     | 355,00    | 7,50–12,00     |                                               |
| 06  | Koblenz                            | Gülser Eisenbahnbrücke                                                                            | 1878                | Eisenbahn                        | Moselstrecke                                           | 5,79     | 226,00    | 10,22          |                                               |
| 07  | Winningen ↔ Dieblich               | Moseltalbrücke (A 61)                                                                             | 1972                | Straße                           | A61                                                    | 13,55    | 935,00    | 136,00         |                                               |
| 08  | Kobern-Gondorf ↔ Niederfell        | Moselgoldbrücke                                                                                   | 1977                | Straße                           | K 70 (MYK)                                             | 18,15    | 321       | 7,50           | Burgruine, im Hintergrund die Moselgoldbrücke |
| 09  | Löf ↔ Alken                        | Moselbrücke Löf–Alken                                                                             | 1972                | Straße                           | K 41 (MYK)                                             | 25,35    | 164       | 7,50           |                                               |
| 10  | Treis-Karden                       | Treiser Moselbrücke                                                                               | 1925 1946           | Straße                           | B49                                                    | 39,99    | 225,00    | 8,33 5,97      |                                               |
| 11  | Cochem                             | Nordbrücke                                                                                        | 1993                | Straße                           | K 60 (COC)                                             | 50,31    | 245,00    | 9,37           |                                               |
| 12  | Cochem                             | Skagerrak-Brücke                                                                                  | 1926                | Straße                           | L 98 (RLP)                                             | 51,18    | 330,00    | 9,11           |                                               |
| 13  | Bruttig-Fankel ↔ Ernst             | Peter-Altmeier-Brücke                                                                             | 1974                | Straße                           | K 35 (COC)                                             | 57,50    | ?         | 11,23          |                                               |
| 14  | Senheim                            | Moselbrücke Senheim                                                                               | 1968                | Straße                           | L 98 (RLP)                                             | 68,40    | ?         | 7,55           |                                               |
| 15  | Ediger-Eller                       | Moselbrücke Ediger-Eller                                                                          | 1877                | Eisenbahn                        | Moselstrecke                                           | 88,0     | 284       | 13,42          |                                               |
| 16  | Bremm ↔ Neef                       | Moselbrücke Neef                                                                                  | 1971                | Straße                           | K 41 (COC)                                             | 77,50    | ?         | 8,60           |                                               |
| 17  | Alf/Zell ↔ Bullay                  | Doppelstockbrücke (Bullay)                                                                        | 1878                | Eisenbahn / Straße               | Moselstrecke / L 199 (RLP)                             | 88,0     | 314,00    | 8,39           |                                               |
| 18  | Zell / Kaimt                       | Fußgängerbrücke Zell-Kaimt                                                                        | 1962                | Fußweg                           |                                                        | 87,14    | 222,00    | 8,12           |                                               |
| 19  | Zell                               | Moselbrücke Zell                                                                                  | 1955                | Straße                           | B53                                                    | 88,33    | 230,00    | 8,82           |                                               |
| 20  | Reil                               | Liebfrauenbrücke                                                                                  | 1953                | Straße                           | L 105 (RLP)                                            | 97,36    | 273,00    | 6,73           |                                               |
| 21  | Traben-Trarbach                    | Moselbrücke Traben-Trarbach                                                                       | 1898 1948           | Straße                           | L 187                                                  | 106,97   | 239,00    | 8,89           |                                               |
| 22  | Wolf / Traben                      | Moselbrücke Wolf-Traben                                                                           | 2015                | Straße                           | B53                                                    | 109,55   | 311,00    | 7,50           | Brücke B 53 Wolf-Traben                       |
| 23  | Wolf                               | Moselbrücke Wolf                                                                                  | 1963                | Straße                           | K 102 (WIL)                                            | 110,66   | 270,00    | 6,65           |                                               |
| 24  | Kinheim ↔ Kindel (Kinheim)         | „Burgstraße“                                                                                      | 1962                | Straße                           | K 66 (WIL)                                             | 115,84   | 299       | 8,50           |                                               |
| 25  | Lösnich                            | Moselbrücke Lösnich                                                                               | 1968                | Straße                           | B269                                                   | 117,36   | 254       | 8,40           |                                               |
| 26  | Zeltingen-Rachtig                  | Hochmoselbrücke                                                                                   | 2019                | Straße                           | B50                                                    | 120,80   | 1702,40   | 158,00         |                                               |
| 27  | Zeltingen-Rachtig                  | Moselbrücke Zeltingen-Wehlen                                                                      | 1929                | Straße                           | L 189 (RLP)                                            | 122,62   | ?         | 7,50           |                                               |
| 28  | Wehlen                             | Moselbrücke Wehlen                                                                                | 1915 1926 1949      | Straße                           | K 73 (WIL)                                             | 125,68   | 206       | 7,75           |                                               |
| 29  | Bernkastel-Kues                    | 1. Moselbrücke 1874-1933 2. Moselbrücke 1933-1945 3. Moselbrücke 1947/53-1995 4. Moselbrücke 1995 | 1874 1933 1947 1995 | Straße                           | L 47 (RLP)                                             | 129,41   | ?         | 7,50           |                                               |
| 30  | Lieser ↔ Mülheim                   | Moselbrücke Mülheim                                                                               | 1967                | Straße                           | L 158 (RLP)                                            | 134,84   | 332,7     | 11,05          |                                               |
| 31  | Minheim ↔ Piesport                 | Moselbrücke Minheim                                                                               | 1979                | Straße                           | K 53 (WIL)                                             | 144,90   | 310       | 7,79           |                                               |
| —   | Piesport                           | Müsterter Brücke                                                                                  | 1923                | Straße (im Juni 2015 abgerissen) | —                                                      | 146,95   | 219,65    | 7,53           |                                               |
| 32  | Piesport                           | Moselbrücke Piesport                                                                              | 1913 1949           | Straße                           | L 50 (RLP)                                             | 147,845  | 200       | 6,00-7,50      |                                               |
| 33  | Neumagen-Dhron                     | Moselbrücke Neumagen-Dhron                                                                        | 1964                | Straße                           | B53                                                    | 151,79   | ?         | 8,40           |                                               |
| 34  | Trittenheim                        | Moselbrücke Trittenheim                                                                           | 1909 1992           | Straße                           | L 148 (RLP)                                            | 156,17   | ?         | 7,50           |                                               |
| 35  | Thörnich                           | Moselbrücke Thörnich                                                                              | 1963                | Straße                           | L 48 (RLP)                                             | 163,78   | ?         | 7,50           |                                               |
| 36  | Detzem                             | Wegebrücke über das Unterhaupt der Schleuse Detzem                                                | 1964                | Weg                              | —                                                      | 166,10   | ?         | 7,80           |                                               |
| 37  | Mehring                            | Moselbrücke Mehring (Brücke von 1903 im 2. WK zerstört, 1949 Wiederaufbau, 2002 Neubau)           | 1903 1949 2002      | Straße                           | K 85 (TR-SAB)                                          | 171,52   | 223       | 7,84           |                                               |
| 38  | Longuich                           | Moselbrücke Longuich                                                                              | 1911 1949           | Straße                           | K 80 (TR-SAB)                                          | 176,00   | 175       | 7,50           |                                               |
| 39  | Schweich ↔ Longuich                | Moseltalbrücke (A 1)                                                                              | 1974                | Straße                           | A1                                                     | 177,72   | 986,50    | 20,03          |                                               |
| 40  | Schweich ↔ Longuich                | Moselbrücke Schweich (L141)                                                                       | 1906 1948           | Straße                           | L 141 (RLP)                                            | 178,10   | 258       | 7,50           |                                               |
| 41  | Trier ↔ Kenn                       | Moselbrücke Ehrang                                                                                | 1968                | Straße                           | A64a                                                   | 183,87   | 542       | 7,77           | Moselbrücke Ehrang                            |
| 42  | Trier                              | Eisenbahnbrücke Trier-Pfalzel                                                                     | 1878                | Eisenbahn                        | Moselstrecke                                           | 187,56   | ?         | 6,00           | Pfalzeler Brücke                              |
| 43  | Trier                              | Kaiser-Wilhelm-Brücke                                                                             | 1913                | Straße                           | ↔                                                      | 191,69   | ?         | 7,50           |                                               |
| 44  | Trier                              | Römerbrücke                                                                                       | 17 v. Chr. 45 142   | Straße                           | K 1 (TR)                                               | 193,15   | ?         | 6,00           |                                               |
| 45  | Trier                              | Konrad-Adenauer-Brücke                                                                            | 1973                | Straße                           | ↔                                                      | 194,56   | ?         | 8,00           |                                               |
| 46  | Trier ↔ Konz                       | Konzer Moselbrücke                                                                                | 1861                | Eisenbahn                        | Trierer Weststrecke ↔ Saarstrecke / Obermoselstrecke   | 200,34   | 217,00    | 6,71           | Konzer Moselbrücke                            |
| —   | Igel ↔ Wasserliesch                | Hindenburgbrücke (zerstört 1945)                                                                  | 1912                | Eisenbahn                        | Trierer Weststrecke ↔ Obermoselstrecke                 | 201,62   | ?         | ?              |                                               |
| 47  | Grevenmacher ↔ Wellen              | Moselbrücke Wellen–Grevenmacher                                                                   | 1881 1955 2013      | Straße                           | ↔                                                      | 212,33   | ?         | 8,39           |                                               |
| 48  | Wormeldange ↔ Wincheringen         | Moselbrücke Wormeldange–Wincheringen                                                              | 1890 1964           | Straße                           | ↔                                                      | 222,15   | ?         | 7,58           |                                               |
|     | Stadtbredimus ↔ Palzem             | Römische Brücke Stadtbredimus-Palzem                                                              | 1. Jh. und früher   | Straße                           | Via Agrippa                                            | 229,86   | ?         |                | Celtic wooden pier                            |
| 49  | Remich ↔ Nennig                    | Moselbrücke Remich-Nennig (1866 bis 1944; Neubau 1959)                                            | 1866 1959           | Straße                           | ↔                                                      | 233,43   | ?         | 6,70           |                                               |
| 50  | Schengen ↔ Perl                    | Viadukt von Schengen                                                                              | 2003                | Straße                           | ↔                                                      | 241,10   | 607,00    | 23,70          |                                               |
| 51  | Schengen ↔ Perl                    | Moselbrücke Schengen                                                                              | 1909 1959           | Straße                           | ↔                                                      | 241,96   | 149,1     | 6,63           |                                               |
| 52  | Contz-les-Bains ↔ Sierck-les-Bains | Straßenbrücke Sierck-Contz                                                                        | ?                   | Straße                           | D 64                                                   | 246,75   | ?         | 6,09           |                                               |
| 53  | Malling                            | Straßenbrücke Malling                                                                             | ?                   | Straße                           | D 62                                                   | 254,20   | ?         | 6,69           |                                               |
| 54  | Cattenom ↔ Kœnigsmacker            | Straßenbrücke über das Unterhaupt der Schleuse Koenigsmacker                                      | 1964                | Straße                           | D 56                                                   | 258,10   | ?         | 6,96           |                                               |
| 55  | Cattenom ↔ Kœnigsmacker            | Staustufe Kœnigsmacker                                                                            | 1964                | Fußweg                           |                                                        | 258,25   | ?         | -              |                                               |
| 56  | Thionville                         | Eisenbahnbrücke Thionville-Nord                                                                   | ?                   | Eisenbahn                        | Bahnstrecke Metz–Luxemburg                             | 267,00   | ?         | 4,59           |                                               |
| 57  | Thionville                         | Pont des Alliés (Alliiertenbrücke)                                                                | 17. Jh.             | Straße                           | N 1153                                                 | 268,00   | ?         | 4,57           |                                               |
| -   | Thionville                         | Passerelle de l'Europe                                                                            | 2022                | Fußweg                           |                                                        | 268,20   | 140,00    | ?              |                                               |
| 58  | Thionville                         | Eisenbahnbrücke Thionville-Süd                                                                    | ?                   | Eisenbahn                        | Bahnstrecke Metz–Luxemburg                             | 269,20   | ?         | 4,97           |                                               |
| 59  | Thionville                         | Autobahnbrücke Thionville-Beauregard                                                              | ?                   | Straße                           | A31 · E25                                              | 269,20   | ?         | 23,71          |                                               |
| 60a | Thionville                         | Staustufe Thionville                                                                              | 1964                | Straße                           | Brücke über die Schleuse                               | 269,60   | ?         | 7,32           |                                               |
| 60b | Uckange                            | Staustufe Thionville Brücke über das Stauwehr                                                     | 1964                | Fußweg                           |                                                        | 272,35   | ?         | 7,84           |                                               |
| 61  | Uckange                            | Straßenbrücke, Uckange                                                                            | ?                   | Straße                           | D 60                                                   | 275,21   | ?         | 4,55           |                                               |
| 62  | Guénange                           | Autobahnbrücke Guénange                                                                           | ?                   | Straße                           | A31 · E25                                              | 276,10   | ?         | 6,66           |                                               |
| 63  | Richemont                          | Staustufe Richemont                                                                               | 1964                | Fußweg                           | nur über den Schleusenkanal                            | 277,50   | ?         | 7,11           |                                               |
| 64  | Bousse                             | Straßenbrücke, Bousse                                                                             | ?                   | Straße                           | D 8                                                    | 277,80   | ?         | 6,05           |                                               |
| 65  | Mondelange                         | Straßenbrücke, Mondelange                                                                         | ?                   | Straße                           | D 8b                                                   | 279,66   | ?         | 6,18           |                                               |
| 66  | Hagondange                         | Fußgängerbrücke, Hagondange                                                                       | ?                   | Fußweg                           | nur über den Schleusenkanal                            | 281,12   | ?         | 6,03           |                                               |
| 67  | Talange                            | Straßenbrücke                                                                                     | ?                   | Straße                           | D 55                                                   | 281,90   | ?         | 6,03           |                                               |
| 68  | Talange                            | Straßenbrücke unterhalb der Schleuse Talange                                                      | ?                   | Straße                           | nur über den Schleusenkanal                            | 283,22   | ?         | 6,13           |                                               |
| 69  | Hauconcourt                        | Straßenbrücke, Hauconcourt                                                                        | ?                   | Straße                           | D 52                                                   | 284,58   | ?         | 5,86           |                                               |
| 70a | Argancy                            | Voie mère de Woippy                                                                               | ?                   | Eisenbahn                        | zur Raffinerie von Hauconcourt über den Fluss          | ???      | ?         | 5,79           |                                               |
| 70b | Hauconcourt                        | Autobahnbrücke Hauconcourt                                                                        | ?                   | Straße                           | A4 · E25 · E50                                         | 286,52   | ?         | 6,26           |                                               |
| 71  | Argancy                            | Eisenbahnbrücke der Raffinerie von Hauconcourt                                                    | ?                   | Eisenbahn                        | zur Raffinerie von Hauconcourt über den Schleusenkanal | 287,26   | ?         | 5,79           |                                               |
| 72  | Argancy                            | Sperrtor Argancy mit Straßenbrücke                                                                | ?                   | Straße                           | —                                                      | 288,04   | ?         | 6,31           |                                               |

## Moselbrücken in Metz
Im Raum Metz teilt sich die Mosel in mehrere Kanäle, Flussarme und Verbindungsarme dazwischen auf. Eine eindeutige Reihung ist hier nicht möglich.
Im Bereich der Innenstadt gibt es von links nach rechts:
- Schifffahrtskanal (mit der Kilometrierung)
- den die Insel Ile Chambiere links umfließenden linken Flussarm mit dem meisten frei fließenden Wasser
- den die Insel Ile Chambiere rechts umfließenden Flussarm, aufgeteilt in
  - einen die Insel Ile du Petit Saulcy links umströmenden Teil des rechten Flussarms
  - einen die Insel Ile du Petit Saulcy rechts umströmenden Teil des rechten Flussarms
- eine Querverbindung zwischen rechtem und linkem Flussarm

Oberhalb davon liegt die Trennung der Flussarme
| Nr.    | Kanal/Arm                       | Name                    | Baujahr   | Nutzung               | Verkehrsweg                       | Mosel-km | Meter über HSW | Bild           |
| ------ | ------------------------------- | ----------------------- | --------- | --------------------- | --------------------------------- | -------- | -------------- | -------------- |
| 73-R1  | rechter Flussarm                | Pont de l' Abatttoir    | ?         | Straße                | D 153a                            | ?        |                |                |
| 73-R2  | rechter Flussarm                | Pont Gambertta          | ?         | Straße                | D 153z                            | ?        |                |                |
| 73-R3  | rechter Flussarm                | Pont Gambertta          | ?         | Eisenbahndoppelbrücke | Bahnstrecke Metz–Luxemburg        | —        |                |                |
| 73-R4  | rechter Flussarm                | Pont des Grilles        |           | Straße                | D 953                             | ?        |                |                |
| 73-R5  | rechter Flussarm                | Pont Saint-Georges      |           | Straße                | —                                 | ?        |                |                |
| 73-R6  | rechter Flussarm (linker Teil)  | Moulin des Thermes      |           | Fußweg                |                                   | ?        |                |                |
| 73-R7  | rechter Flussarm (linker Teil)  | Pont Moreau             |           | Straße                |                                   | ?        |                |                |
| 73-R8  | rechter Flussarm (linker Teil)  | Pont Saint-Marcel       |           | Straße                |                                   | ?        |                |                |
| 73-R9  | rechter Flussarm (rechter Teil) | Pont de la Préfecture   |           | Straße                |                                   | ?        |                |                |
| 73-R10 | rechter Flussarm (rechter Teil) | Passerelle des Roches   |           | Fußweg                |                                   | ?        |                |                |
| 73-R11 | rechter Flussarm (rechter Teil) | Pont des Roches         |           | Straße                |                                   | ?        |                |                |
| 73-R12 | rechter Flussarm                | Moyen Pont              |           | Straße                |                                   | ?        |                |                |
| 73-Q1  | Querverbindung                  | Pont de l'Université    |           | Straße                |                                   | ?        |                |                |
| 73-L1  | linker Flussarm                 | Pont Mixte              | ?         | Straße / Eisenbahn    | D 153z Bahnstrecke Metz–Luxemburg | 296,05   | 5,98           |                |
| 73-L2  | linker Flussarm                 | Pont Jean Monnet        | ?         | Straße                | D 953                             |          |                |                |
| 73-L3  | linker Flussarm                 | Pont Tiffroy            | vor 1350  | Straße                |                                   |          |                | Pont Tiffroy   |
| 73-L4  | linker Flussarm                 | Pont des Morts          | 1343 1847 | Straße                | —                                 |          |                | Pont des Morts |
| 73-K1  | Kanal                           | Pont Faidherbe          | ?         | Straße                | D 953                             | 296,46   | 6,79           |                |
| 73-K2  | Kanal                           | Pont Eblé               | ?         | Straße                | —                                 | 296,70   | 6,58           |                |
| 73-K3  | Kanal                           | Pont du Canal           | ?         | Straße                | —                                 | 297,35   | 4,98           |                |
| 73-A   | alle                            | Autobahnbrücke Metz     | ?         | Straße                | A31 · E21                         | 297,70   | 6,81           |                |
| 73-K4  | Kanal                           | Sperrtor Staustufe Metz | 1964      | Fußweg                |                                   | 298,50   | 7,10           |                |

## Moselbrücken von Metz bis Neuves-Maisons
| Nr. | Ort                                     | Name                               | Baujahr | Nutzung         | Verkehrsweg                                             | Mosel-km | Länge (m) | Meter über HSW | Bild |
| --- | --------------------------------------- | ---------------------------------- | ------- | --------------- | ------------------------------------------------------- | -------- | --------- | -------------- | ---- |
| 74 | Longeville-lès-Metz                     | Pont de Verdun                     | ?       | Straße          | D 157a                                                  | 298,95   | ?         | 6,33           |      |
| 75 | Longeville-lès-Metz ↔ Montigny-lès-Metz | Eisenbahnbrücke, Montigny-lès-Metz | ?       | Eisenbahn       | Bahnstrecke Metz–Luxemburg                              | 301,00   | ?         | 6,90           |      |
| 76 | Moulins-lès-Metz                        | Straßenbrücke, Moulins-lès-Metz    | ?       | Straße          | D 157b                                                  | 302,65   | ?         | 6,29           |      |
| 77 | Ars-sur-Moselle                         | Eisenbahnbrücke, Ars-sur-Moselle   | ?       | Eisenbahnbrücke | Bahnstrecke Lérouville–Metz                             | 305,80   | ?         | 7,60           |      |
| 78 | Ars-sur-Moselle                         | Straßenbrücke, Jouy-aux-Arches     | ?       | Straße          | D 11                                                    | ?        | ?         | ?              |      |
| 79 | Corny-sur-Moselle                       | Straßenbrücke, Corny               | ?       | Straße          | D 66 ↔ D 657                                            | ...      | ...       | ...            |      |
| Oberhalb dieser Stelle gibt es zwecks Schiffbarkeit einen Seitenkanal und viele Flussarme und Weiher. Kleine Stege sind nicht mehr aufgeführt. |                                         |                                    |         |                 |                                                         |          |           |                |      |
| 80 | Vandières ↔ Champey-sur-Moselle         | Moselviadukt                       | 2005    | Eisenbahn       | LGV Est européenne                                      | 320,70   | 1510,00   | ?              |      |
| 81 | Pont-à-Mousson                          | Viaduc de Pont à Mousson           | ?       | Straße          | D 910                                                   | ?        | ...       | ?              |      |
| 82 | Pont-à-Mousson                          | Pont Gelot                         | 1949    | Straße          | D 657                                                   | ?        | ...       |                |      |
| 83 | Dieulouard                              | Pont de Rue de Scarpone            | ?       | Straße          | D 10                                                    | ?        | ?         | ?              |      |
| 84 | Belleville                              | —                                  | ?       | Straße          | (1)                                                     | ?        | ?         | ?              |      |
| 85 | Belleville                              | —                                  | ?       | Straße          | D 40b                                                   | ?        | ?         | ?              |      |
| 86 | Belleville                              | —                                  | ?       | Straße          | (2)                                                     | ?        | ?         | ?              |      |
| 87 | Custines                                | —                                  | ?       | Straße          | D 90                                                    | ?        | ?         | ?              |      |
| 88 | Pompey                                  | —                                  | ?       | Straße          | D 40F                                                   | ?        | ?         | ?              |      |
| 89 | Pompey ↔ Frouard                        | —                                  | ?       | Eisenbahn       | Bahnstrecke Frouard–Novéant                             | ?        | ?         | ?              |      |
| 90 | Pompey ↔ Frouard                        | —                                  | ?       | Straße          | D 657                                                   | ?        | ?         | ?              |      |
| 91 | Liverdun                                | —                                  | ?       | Eisenbahn       | Bahnstrecke Paris-Straßburg (1)                         | ?        | ?         | ?              |      |
| 92 | Liverdun                                | Rue Nicolas Noël                   | ?       | Straße          | D 90B                                                   | ?        | ?         | ?              |      |
| 93 | Liverdun                                | —                                  | ?       | Eisenbahn       | Bahnstrecke Paris-Straßburg (2)                         | ?        | ?         | ?              |      |
| 94 | Aingeray                                | Barrage d'Aingeray                 | ?       | Straße          | über die Staustufe                                      | ?        | ?         | ?              |      |
| 95 | Gondreville                             | —                                  | ?       | Straße          | D 191A                                                  | ?        | ?         | ?              |      |
| 96 | Gondreville                             | —                                  | ?       | Eisenbahn       | Bahnstrecke Paris-Straßburg (3)                         | ?        | ?         | ?              |      |
| 97 | Gondreville                             | —                                  | ?       | Straße          | Vier kleine Straßenbrücken über Fluss oder Seitenkanäle | ?        | ?         | ?              |      |
| 98 | Toul                                    | —                                  | ?       | Straße          | (Zubringer)                                             | ?        | ?         | ?              |      |
| 99 | Toul                                    | —                                  | ?       | Eisenbahn       | Bahnstrecke Toul - Rosières-aux-Salines                 | ?        | ?         | ?              |      |
| 100 | Toul ↔ Dommartin-lès-Toul               | —                                  | ?       | Straße          | D 400                                                   | ?        | ?         | ?              |      |
| 101 | Chaudeney-sur-Moselle                   | —                                  | ?       | Straße          | D 77                                                    | ?        | ?         | ?              |      |
| 102 | Chaudeney sur Moselle                   | —                                  | ?       | Straße          | A31                                                     | ?        | ?         | ?              |      |
| 103 | Pierre-la-Treiche                       | —                                  | ?       | Straße          |                                                         | ?        | ?         | ?              |      |
| 104 | Villey-le-Sec                           | Staustufe Villey Le Sec            | ?       | Straße          | über die Staustufe                                      | ?        | ?         | ?              |      |
| 105 | Maron ↔ Sexey-aux-Forges                | Pont de Maron                      | ?       | Straße          | D 92                                                    | ?        | ?         | ?              |      |
| 106 | Pont-Saint-Vincent                      | Rue Jean Jaurès                    | ?       | Straße          | D 974                                                   | ?        | ?         | ?              |      |
| 107 | Pont Saint Vincent                      | —                                  | ?       | Eisenbahn       | Bahnstrecke Jarville-la-Malgrange–Mirecourt             | ?        | ?         | ?              |      |
| Ende der Schiffbarkeit im Hafen der direkt oberhalb liegenden Stadt Neuves-Maisons                                                             |                                         |                                    |         |                 |                                                         |          |           |                |      |